# 펜자현

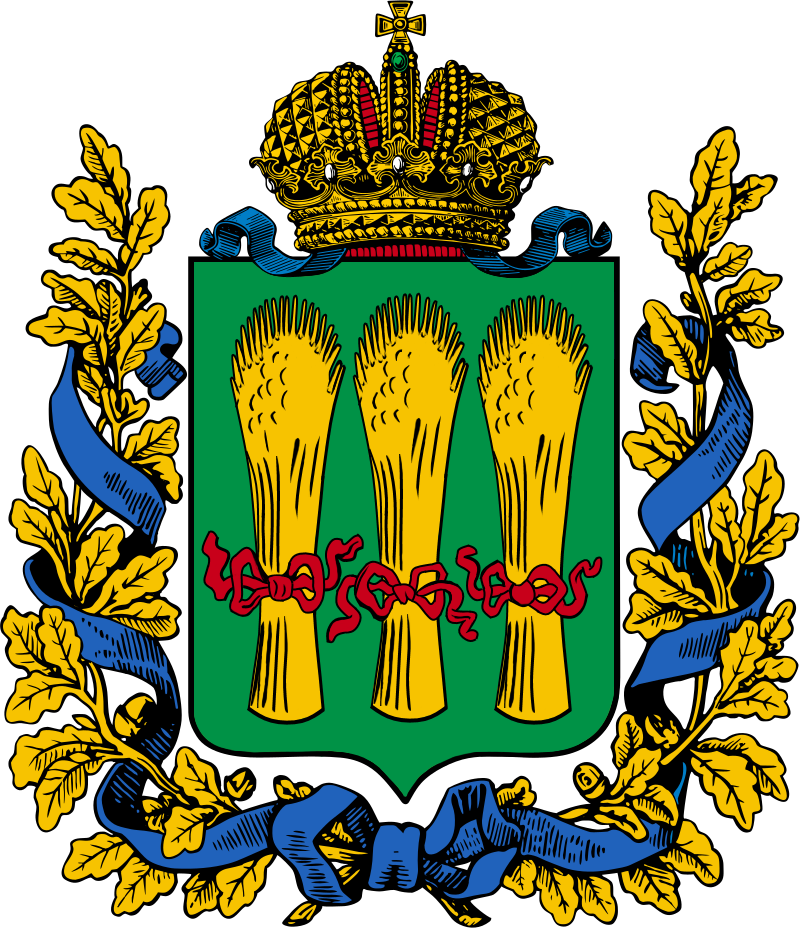
펜자현의 국장

펜자현의 지도

펜자현(러시아어: Пензенская губерния)은 1796년부터 1928년까지 존재했던 러시아 제국의 현으로 현도는 펜자이며 면적은 38,839km2, 인구는 1,470,474명(1897년 당시 기준)이다. 현재의 러시아 펜자주와 모르도바 공화국에 걸쳐 있었다.